# IC 84
IC 84 је лентикуларна галаксија у сазвјежђу Кит која се налази на листи објеката дубоког неба у Индекс каталогу.
Деклинација објекта је + 1° 38' 27" а ректасцензија 1h 11m 25,5s. Привидна величина (магнитуда) објекта IC 84 износи 14,6 а фотографска магнитуда 15,6. IC 84 је још познат и под ознакама MCG 0-4-29, CGCG 385-21, NPM1G +01.0036, PGC 4265.